# Анна Леопольдівна
А́нна Леопо́льдівна (рос. А́нна Леопо́льдовна; нім. Elisabeth Katharina Christine, Prinzessin von Mecklenburg-Schwerin; 7 грудня 1718, Росток — 19 березня 1746, Холмогори) — фактична правителька Російської імперії з 9 листопада 1740 до 25 листопада 1741 року. Із Мекленбурзького дому.

## Біографія
Донька герцога Карла Леопольда Мекленбург-Шверинського і Катерини Іванівни, племінниці першого російського імператора Петра I. При народженні була охрещена в протестантській церкві й отримала ім'я Єлизавета Катерина Христина. У Росії із 1722 року — повернутися матір маленької Єлизавети змусив важкий характер чоловіка. Після того, як на престол зійшла Анна Іванівна, нова імператриця почала приділяти більше уваги своїй племінниці (логічно розраховуючи, що після її смерті престол займе син Єлизавети). Молода принцеса 1733 прийняла православ'я, отримавши ім'я Анна на честь тітки. Наставником у вірі Анни був Феофан Прокопович. Іноземні мови вивчала в наставниці Адеркас. Після прийняття православ'я була нагороджена Орденом святої Катерини 1 ступеня. У 1734 року закохалася в саксонського посланця графа Карла Моріца Лінара. У 1735 році її роман було викрито.
З 3 липня 1739 дружина Антона Ульріха, герцога Брауншвейг-Люнебурзького. Напутнє слово під час вінчання промовив Амвросій (Юшкевич); пізніше воно було опубліковано в Санкт-Петербурзі російською та латинською мовами (згодом Єлизавета Петрівна наказала вилучити і знищити це видання). Не мала гарних стосунків з чоловіком. За деякими відомостями була коханкою своєї фрейліни Юліани фон Менгден.
У 1740 народила сина Івана, спадкоємця престолу. Після смерті Анни Іванівни він став новим імператором. Регентом було призначено Бірона. Втім, у країні вже давно поширилося загальне невдоволення «біронівщиною». В ніч з 8 на 9 листопада регента було скинуто. Наступного дня після падіння Бірона Анна Леопольдівна видала маніфест, в якому оголосила себе правителькою при немовляті-імператору Іоанну VI. Державними справами особливо не цікавилася могли цілі дні байдикувати і грати в карти. При Анні справами завідували Мініх, згодом Остерман та Головкін.
За час правління Анни Леопольдівни відбувся розрив зі Швецією, підтверджені статті белградського миру. Османська імперія визнала російських правителів імператорами.
У 1741 із сином була скинута у результаті воєнного перевороту, що привів на престол Єлизавету Петрівну. 12 грудня 1741 року Анна з сім'єю таємно виїхала до Риги, де їх заарештували і рік утримували під охороною (до 13 грудня 1742).
У поваленої династії залишилися впливові вороги і друзі. Перші виявилися сильнішими других. Прусський посол від імені свого короля радив вислати брауншвейзьку династію углиб країни. маркіз Ботта і Лопухіни інтригували на користь поваленого уряду, але нічого не добилися. Знайшлися і більш рішучі прихильники Анна: камер лакей Турчанінов задумував царевбивство з метою звільнити престол для Івана VI. Втім, все це тільки погіршило стан сім'ї колишньої правителька. В грудні 1742 року вона була ув'язнена в фортецю Дюнамюнде, де у Анни народилася дочка Єлизавета. У січні 1744 року їх всіх перевезли в місто Раненбург Рязанської губернії, куди прибули нерозлучні з ними Юліанна фон Менгден і ад'ютант принца Антона-Ульріха полковник Геймбург.
У липні того ж року в Раненбург прибув барон Корф з наказом імператриці перевезти брауншвейзьку сім'ю спочатку в Архангельск, а потім на Соловки. Місцем ув'язнення стало містечко Холмогори. Умови були там нестерпними — солдати спілкувалися з колишньою регенткою грубо, їжа була поганою, в'язнів нікуди не випускали. У Холмогорах Анна Леопольдівна народила синів Петра і Олексія. Після народження другого померла від гарячки. Для того, щоб приховати народження синів Анни було оголошено, що вона померла від «вогневиці». Тіло покійної було перевезено у Санкт-Петербург, де пройшла помпезна поховальна церемонія. Поховано Анну Леопольдівну у Александро-Невській лаврі.

## Особисте життя
Анна Леопольдівна мала впливову фаворитку — Юліану фон Менгден. Любовне життя Анни займало багато часу, оскільки вона одночасно була залучена до того, що описувалися як «пристрасні» романи з саксонським послом графом Карлом Моріцем Лінаром та своєю фрейліною Менгден. Чоловік Анни всіляко намагався ігнорувати ці романи. Після того, як Анна стала регенткою, вона змусила свого чоловіка спати в іншому палаці, і брала до себе в ліжко Лінара, Менгден або обох. Часом великий князь, здавалося, скаржився на те, що став фактично «куколдом», але його завжди відсилали.
Одного разу Анна запропонувала Лінару одружитися з Менгден, щоб об'єднати двох найближчих до неї людей. Стосунки регентки з Менгден викликали багато огиди в Росії, але французький історик Анрі Труая писав, що серед багатьох розпусників Санкт-Петербурга «сексуальний еклектизм» Анни, який полягав у тому, що коханцями Анни були і чоловік, і жінка, вважався ознакою її неупередженості. Також багато хто з російської еліти вважав, що її заклопотаність стосунками з Лінаром та Менгден на шкоду управлінню Росією робила її небезпечною для держави.